# فرناندو موران لوبيز
فرناندو موران لوبيز (بالإسبانية: Fernando Morán) هو دبلوماسي وكاتب وسياسي إسباني، ولد في 25 مارس 1926 في أفيليس في إسبانيا. حزبياً، نشط في الحزب الاشتراكي الشعبي ‏ وحزب العمال الاشتراكي الإسباني.

## مناصب
- انتخب عضو في البرلمان الأوروبي عن دائرة إسبانيا لترشحه ضمن قائمة حزب العمال الاشتراكي الإسباني، وقد انضم خلال فترته النيابية (6 يوليو 1987 – 24 يوليو 1989) للكتلة البرلمانية التحالف التقدمي للاشتراكيين والديمقراطيين.
- في انتخابات البرلمان الأوروبي 1989، انتخب عضو في البرلمان الأوروبي عن دائرة إسبانيا لترشحه ضمن قائمة حزب العمال الاشتراكي الإسباني، وقد انضم خلال فترته النيابية (25 يوليو 1989 – 18 يوليو 1994) للكتلة البرلمانية التحالف التقدمي للاشتراكيين والديمقراطيين.
- في انتخابات البرلمان الأوروبي 1994، انتخب عضو في البرلمان الأوروبي عن دائرة إسبانيا لترشحه ضمن قائمة حزب العمال الاشتراكي الإسباني، وقد انضم خلال فترته النيابية (19 يوليو 1994 – 30 مارس 1999) للكتلة البرلمانية التحالف التقدمي للاشتراكيين والديمقراطيين.
- انتخب وزير الخارجية ‏ (2 ديسمبر 1982 – 5 يوليو 1985).
- في الانتخابات العمومية الإسبانية 1982 [الإنجليزية]‏، انتخب عضو مجلس النواب الإسباني  [لغات أخرى]‏ عن دائرة جيان [الإنجليزية]‏ خلال فترته النيابية  [لغات أخرى]‏ (8 نوفمبر 1982 – 23 أبريل 1986).
- انتخب سفير إسبانيا لدى الأمم المتحدة  [لغات أخرى]‏ (1986 – 1987).
- في انتخابات المجلس البلدي لمدريد 1999 [الإنجليزية]‏، انتخب مستشار مدريد  [لغات أخرى]‏ (13 يونيو 1999 – ).
- انتخب عضو مجلس الشيوخ الإسباني  [لغات أخرى]‏ عن دائرة أشتورية [الإنجليزية]‏ (15 يونيو 1977 – 28 أكتوبر 1982).
- في انتخابات البرلمان الأوروبي في إسبانيا 1987 [الإنجليزية]‏، انتخب عضو في البرلمان الأوروبي عن دائرة إسبانيا (10 يونيو 1987 – 13 يونيو 1999).

## روابط خارجية
- فرناندو موران لوبيز على موقع مونزينجر (الألمانية)